# 韦布龙
韦布龙（法語：Vebron）是法国洛泽尔省的一个市镇，位于该省南部，属于弗洛拉克区。该市镇总面积69.66平方公里，2009年时的人口为204人。

## 人口
韦布龙人口变化图示